# Суоярвский район
Суоя́рвский район — административно-территориальная единица в составе Республики Карелия Российской Федерации. В границах района образован Суоярвский муниципальный округ (с 2004 до 2022 гг. — муниципальный район).
Административный центр — город Суоярви.

## География
Район расположен на западе Республики Карелия и граничит с её районами: Сортавальским на юго-западе; Питкярантским и Пряжинским районами на юге; Кондопожским на востоке; Медвежьегорским на северо-востоке; Муезерским районом на севере.
На западе проходит граница с Финляндией — с областью Северная Карелия (община Иломантси и город Йоэнсуу).
На территории района находятся 1800 озёр и 400 рек. Крупнейшие озёра: Суоярви — 58,6 км², Салонъярви — 46,0 км², Лоймоланъярви — 20,7 км²; основные реки — Шуя, Суна, Ирста, Тарасйоки, Колласйоки, Лоймоланйоки, Уксунйоки.
Болотные экосистемы содержат запасы торфа, являющегося ценным топливом и сырьём для химической переработки.
На территории района имеются полезные ископаемые: серный колчедан, никель, белый гранит, габбродиабаз, красный мрамор, глина. Имеются также запасы песка и гравия.
Суоярвский район приравнен к районам Крайнего Севера.

## История
С XIV века территория района входила в состав Водской пятины Новгородской земли как Шуерецкий погост.
С конца XVI века на территории района велись пограничные русско-шведские войны. Согласно Столбовскому мирному договору в 1617 году территория была включена в состав Шведского королевства. Это привело к оттоку местного православного населения в центральную часть России.
В 1721 году, в результате завершившейся Северной войны, территория была возвращена в состав Царства Русского по условиям Ништадтского мирного договора и включена в состав Выборгской провинции Санкт-Петербургской губернии.
В 1783 году в правление Екатерины II в составе созданного Выборгского наместничества образован Сердобольский уезд.
В 1804 году территорию выкупил у казны граф А. Г. Орлов-Чесменский и построил Каратсалминский чугуноплавильный завод.
С декабря 1811 года Выборгская губерния в составе княжества Финляндского Российской империи. Губерния была разбита на семь уездов. В 1812 году территория входила в состав Суоярвской волости Сортавальского уезда.
В 1847 году Сердобольский уезд был разделён на Сердобольский и Салминский (Сальмисский) уезд, в которых вошли приходы Салми, Суоярви и Суйстамо, а также часовни Кителя и Корписелькя.
В 1917 году княжество Финляндское стало независимым государством.
В 1917—1940 годах — территория в составе Финляндии.
В марте 1940 года Зимняя война между СССР и Финляндией завершилась подписанием Московского договора. По его условиям Финляндия передала в Советскому Союзу бо́льшую часть Выборгской губернии, в том числе и Суоярви. В марте 1940 года, решением VI сессии Верховного Совета СССР, переданная территория была разделена, южная часть вошла в состав Ленинградской области (образованы Каннельярвский, Койвистовский, Раутовский районы), бо́льшая северная часть — в состав Карельской Автономной ССР.
Суоярвский район был образован 9 июля 1940 года — указами Верховного Совета Карело-Финской ССР от 9 и 27 июля 1940 года, на новой территории образовано семь административных районов: Выборгский, Кексгольмский, Куркийокский, Питкярантский, Сортавальский, Суоярвский и Яскинский.
В годы Советско-финской войны (1941—1944) территория района была оккупирована.
В 1957 году Суоярвский район был увеличен за счёт включённой в состав части территории ликвидированного Петровского района Карельской АССР, территория которого была разделена между Суоярвским и Кондопожским районами Карельской АССР.
Указом Президиума Верховного Совета Карельской АССР от 11 ноября 1964 г. из Прионежского района в Суоярвский район был перечислен Вешкельский сельсовет.
Указом Президиума Верховного Совета Карельской АССР от 25 февраля 1982 г. в состав Суоярвского района из Медвежьегорского района был передан Гумаринский сельсовет.
28 сентября 2017 г. утверждены флаг и герб района.

## Население
| 1959    | 1970    | 1979    | 1989    | 2002    | 2009    | 2010    | 2011    | 2012    |
| ------- | ------- | ------- | ------- | ------- | ------- | ------- | ------- | ------- |
| 38 336  | ↘37 075 | ↘27 788 | ↘26 913 | ↘24 028 | ↘21 292 | ↘18 814 | ↘18 736 | ↘18 220 |
| 2013    | 2014    | 2015    | 2016    | 2017    | 2018    | 2019    | 2020    | 2021    |
| ↘17 801 | ↘17 413 | ↘16 944 | ↘16 594 | ↘16 273 | ↘15 867 | ↘15 399 | ↘15 057 | ↘13 078 |
| 2023    |         |         |         |         |         |         |         |         |
| ↘12 418 |         |         |         |         |         |         |         |         |

Низкая рождаемость и высокая смертность определяет устойчивый характер естественной убыли населения района.
Согласно прогнозу Минэкономразвития России, численность населения будет составлять:
- 2024 — 14,3 тыс. чел.
- 2035 — 11,07 тыс. чел.

### Урбанизация
Городское население (город Суоярви) составляет 54.91 % от всего населения района.

### Национальный состав
По итогам переписи населения 2020 года проживали следующие национальности (национальности менее 0,1 % и другое, см. в сноске к строке «Другие»):
| Национальность | Численность, чел. | Доля     |
| -------------- | ----------------- | -------- |
| Русские        | 10 625            | 81,24 %  |
| Карелы         | 817               | 6,25 %   |
| Белорусы       | 767               | 5,86 %   |
| Украинцы       | 215               | 1,64 %   |
| Финны          | 71                | 0,54 %   |
| Татары         | 68                | 0,52 %   |
| Поляки         | 55                | 0,42 %   |
| Литовцы        | 33                | 0,25 %   |
| Чуваши         | 21                | 0,16 %   |
| Другие         | 406               | 3,12 %   |
| Итого          | 13 078            | 100,00 % |

## Населённые пункты
В Суоярвском районе 27 населённых пунктов, в том числе один город и 26 сельских населённых пунктов.
| №  | Населённый пункт | Тип     | Население | Бывшее муниципальное образование   |
| -- | ---------------- | ------- | --------- | ---------------------------------- |
| 1  | Суоярви          | город   | ↘6819     | Суоярвское городское поселение     |
| 2  | Арькойла         | деревня | ↗1        | Вешкельское сельское поселение     |
| 3  | Вегарус          | посёлок | ↘70       | Лоймольское сельское поселение     |
| 4  | Вешкелица        | село    | ↗529      | Вешкельское сельское поселение     |
| 5  | Гумарино         | посёлок | ↘150      | Поросозерское сельское поселение   |
| 6  | Игнойла          | посёлок | ↘4        | Вешкельское сельское поселение     |
| 7  | Костомукса       | посёлок | ↘2        | Поросозерское сельское поселение   |
| 8  | Кясняселькя      | деревня | →8        | Лоймольское сельское поселение     |
| 9  | Лахколампи       | посёлок | ↘857      | Найстенъярвское сельское поселение |
| 10 | Леппяниэми       | посёлок | ↗56       | Найстенъярвское сельское поселение |
| 11 | Леппясюрья       | посёлок | ↘350      | Лоймольское сельское поселение     |
| 12 | Леппясюрья       | станция | ↘18       | Лоймольское сельское поселение     |
| 13 | Лоймола          | посёлок | ↘642      | Лоймольское сельское поселение     |
| 14 | Найстенъярви     | посёлок | ↘1191     | Найстенъярвское сельское поселение |
| 15 | Пийтсиёки        | посёлок | ↘620      | Лоймольское сельское поселение     |
| 16 | Поросозеро       | посёлок | ↘2647     | Поросозерское сельское поселение   |
| 17 | Райконкоски      | посёлок | ↘568      | Лоймольское сельское поселение     |
| 18 | Соанлахти        | посёлок | ↘29       | Лоймольское сельское поселение     |
| 19 | Совдозеро        | деревня | ↘0        | Поросозерское сельское поселение   |
| 20 | Суйстамо         | посёлок | ↘81       | Лоймольское сельское поселение     |
| 21 | Суйстамо         | станция | ↘5        | Лоймольское сельское поселение     |
| 22 | Суоёки           | посёлок | ↘271      | Найстенъярвское сельское поселение |
| 23 | Тойвола          | посёлок | ↘263      | Найстенъярвское сельское поселение |
| 24 | Толвоярви        | посёлок | →0        | Лоймольское сельское поселение     |
| 25 | Турханваара      | посёлок | ↘23       | Найстенъярвское сельское поселение |
| 26 | Хаутаваара       | деревня | ↗32       | Вешкельское сельское поселение     |
| 27 | Хюрсюля          | деревня | →1        | Вешкельское сельское поселение     |

Упразднённые населённые пункты:
- 2001 год — станции Веркко, Застава и Коконниэми; поселки Каратсалми, Кипронмяки и Куолисмаа; деревни Кашалиламба, Лагиламба, Парконселькя и Харитонова Гора[33].

## Муниципальное устройство
В рамках организации местного самоуправления в границах района функционирует Суоярвский муниципальный округ.
Ранее в 2004—2022 гг. в существовавший в этот период Суоярвский муниципальный район входили 5 муниципальных образований на нижнем уровне, в том числе 1 городское поселение и 4 сельских поселения.
| № | Муниципальное образование          | Административный центр | Количество населённых пунктов | Население (чел.) | Площадь (км²) |
| - | ---------------------------------- | ---------------------- | ----------------------------- | ---------------- | ------------- |
| 1 | Суоярвское городское поселение     | город Суоярви          | 1                             | ↘6819            | 1181,00       |
| 2 | Вешкельское сельское поселение     | село Вешкелица         | 5                             | ↘357             | 646,18        |
| 3 | Лоймольское сельское поселение     | посёлок Лоймола        | 11                            | ↘1526            | 4593,08       |
| 4 | Найстенъярвское сельское поселение | посёлок Найстенъярви   | 6                             | ↘1906            | 2358,00       |
| 5 | Поросозерское сельское поселение   | посёлок Поросозеро     | 4                             | ↘2099            | 4935,46       |

27 мая 2022 года муниципальный район и все входившие в его состав городское и сельские поселения были упразднены и объединены в Суоярвский муниципальный округ.
Органы местного самоуправления
Структуру органов местного самоуправления Суоярвского муниципального округа составляют:
- Совет Суоярвского муниципального округа — представительный орган Суоярвского муниципального округа;
- глава Суоярвского муниципального округа — высшее должностное лицо Суоярвского муниципального округа;
- администрация Суоярвского муниципального округа — исполнительно-распорядительный орган Суоярвского муниципального округа.

Руководители:
- Глава муниципального округа — Петров Роман Витальевич[1]
- Председатель Совета муниципального округа — Васенина Наталья Валентиновна[1]

## Экономика
Основу экономики района составляет лесная и деревообрабатывающая промышленность. С 2003 года в районе активно развивается добыча нерудных полезных ископаемых и производство щебня.
Основными предприятиями лесопромышленного комплекса являются: ЗАО «Запкареллес», ЗАО «Поросозеро», Суоярвский цех картонного производства ОАО «Кондопога».
Основными предприятиями горнопромышленного комплекса являются: ООО «Карелприродресурс», ООО «Карелинвест», ООО «Финанс Бюро», ООО «Суоярвский карьер», ООО «Габбро плюс».
Сельское хозяйство района представлено 6 крестьянскими (фермерскими) хозяйствами, а также личными подсобными хозяйствами населения, которых насчитывается в районе более 2 тысяч. В районе осуществляют деятельность три форелевых хозяйства: ООО «Янисъярви», ООО «Форель Суоярви», ООО «РР Суоярви».

## Транспорт
Железной и автодорогой район связан с Сортавалой на юго-западе, Петрозаводском на востоке, Костомукшей на севере, внутрирайонная транспортная сеть представлена грунтовыми автодорогами.
92 % населённых пунктов Суоярвского района связаны с районным центром регулярным автобусным сообщением. Осуществляютя пассажирские перевозки по междугородним маршрутам Петрозаводск — Суоярви, Петрозаводск — Поросозеро, Петрозаводск — Суоярви — Сортавала.

## Районная газета
Первый номер районной газеты «Ленинский путь» (редактор А. Н. Ануфриев) вышел в свет в октябре 1940 года. С января 1992 года выходит под названием «Суоярвский вестник».

## Достопримечательности
На территории района сохранилось более 130 памятников историко-культурного наследия.
На территории района создан ландшафтный заказник «Толвоярви» — общей площадью 42 000 га, для сохранения, воспроизводства и восстановления всего природного комплекса. В пограничной части района реализуется проект создания национального парка «Койтайоки».
В районе сохранились деревни с традиционной карельской застройкой. К их числу относится деревня Вешкелица, расположенная на берегах семи небольших озёр. На холме, в центре деревни, расположена Георгиевская часовня (XVII в.), имеющая статус архитектурного памятника общероссийского значения. Деревня является центром историко-культурной территории «северо-западные ливвики».
На высотах Колласъярви близ посёлка и станции Лоймола, где в годы советско-финской войны велись особенно упорные бои, сохранились остатки оборонительных сооружений: траншеи, окопы, надолбы, доты, землянки, блиндажи. Имеются братские захоронения советских, финских и немецких воинов, установлены памятные знаки. В настоящее время близ озера Колласъярви образован военно-мемориальный комплекс «Колласъярви», проводятся театрализованные боевые действия с участием военно-исторических клубов.

## Почётные жители района
Звания «Почётный житель Суоярвского района» удостоены:
| Год присвоения звания | Фамилия, имя, отчество      |
| --------------------- | --------------------------- |
| 1996                  | Мухин Виктор Михайлович     |
| 2000                  | Сабетов Нурхамат Сабетович  |
| 2005                  | Васильев Пётр Егорович      |
| 2005                  | Борисова Ирина Борисовна    |
| 2006                  | Угрюмов Александр Яковлевич |
| 2006                  | Гаврильчук Михаил Иванович  |
| 2010                  | Иванцев Александр Фёдорович |
| 2010                  | Смирнов Юрий Иосифович      |
|                       | Патарушин Игорь Николаевич  |
|                       | Волошин Юрий Петрович       |
| 2014                  | Петрова Зоя Николаевна      |
|                       | Лашков Виктор Ефимович      |
| 2019                  | Федькова Ольга Владимировна |